# 世界科学者連盟
世界科学者連盟（せかいかがくしゃれんめい、英語: World Federation of Scientific Workers、フランス語: Federation mondiale des travailleurs scientifiques）は、各国の科学者団体の国際組織。
略称は「WFSW」または「世界科連」。

## 概要
1946年7月、イギリス・ロンドンで設立されたが、現在の事務局はパリに存在している。
1948年2月の総会によって採択された科学者憲章は科学者の世界的な行動規範の原型としてその後の科学者の倫理綱領の作成の際に参考にされている。
アフリカ、北部、南米、アジア、およびヨーロッパの29か国の科学研究者・技術者、大学・大学院など高等教育の教官の労働組合または労働組合ではない科学者・技術者の団体から構成され、個人の連絡員も参加している。
初代の会長はフレデリック・ジョリオ＝キュリー。1952年にはソ連の生化学者で世界平和評議会の役員でもあったアレクサンドル・オパーリンが副委員長に就任するなど、ソ連崩壊まで、ソ連を擁護し、アメリカや西側諸国を非難する世界平和評議会の方針の影響を受けた時期がある。
現在の会長は、フランスの高等教育労働組合（SNESUP）のジャン=ポール・ライネ。書記長は、マルン・ラ・ヴァレー大学のパスカル・ジャネッツ。副会長には、ポルトガル、セネガル、カナダ、ロシア、ジャマイカ、中国、日本（日本科学者会議・湯浅精二）の代表が選ばれている。役員には、著名な科学者が就任するばかりではなく、世界的には無名の科学者、教員が就任するケースも少なくない。
1996年9月20日、第17回総会で「核兵器完全廃絶」に関する決議。
国際連合教育科学文化機関との関係も長く、2000年にはカナダで国際会議を共催している。
2007年には、ベルリンで「地球的責任のための技術者・科学者国際ネットワーク(INES)」との共催によるセミナーを開催した。
日本からは、古くは民主主義科学者協会（1950年代後半にほとんどの組織が崩壊）、1967年に在日本朝鮮人総聯合会の傘下で、朝鮮大学校の教官を中心とする在日本朝鮮社会科学者協会が、日本科学者会議が1971年に加盟した。
1970年代に連盟の執行委員会に参加した日本科学者会議の塩田庄兵衛は、ソ連・東ドイツの代表と論争したという。長谷川正安も1989年から10年間、副会長を務めた。
日本科学者会議は、2007年頃から同連盟の在パリ事務局が機能しなくなっているため、脱退の作業をすすめているとされる。